# Dragoș Bucur

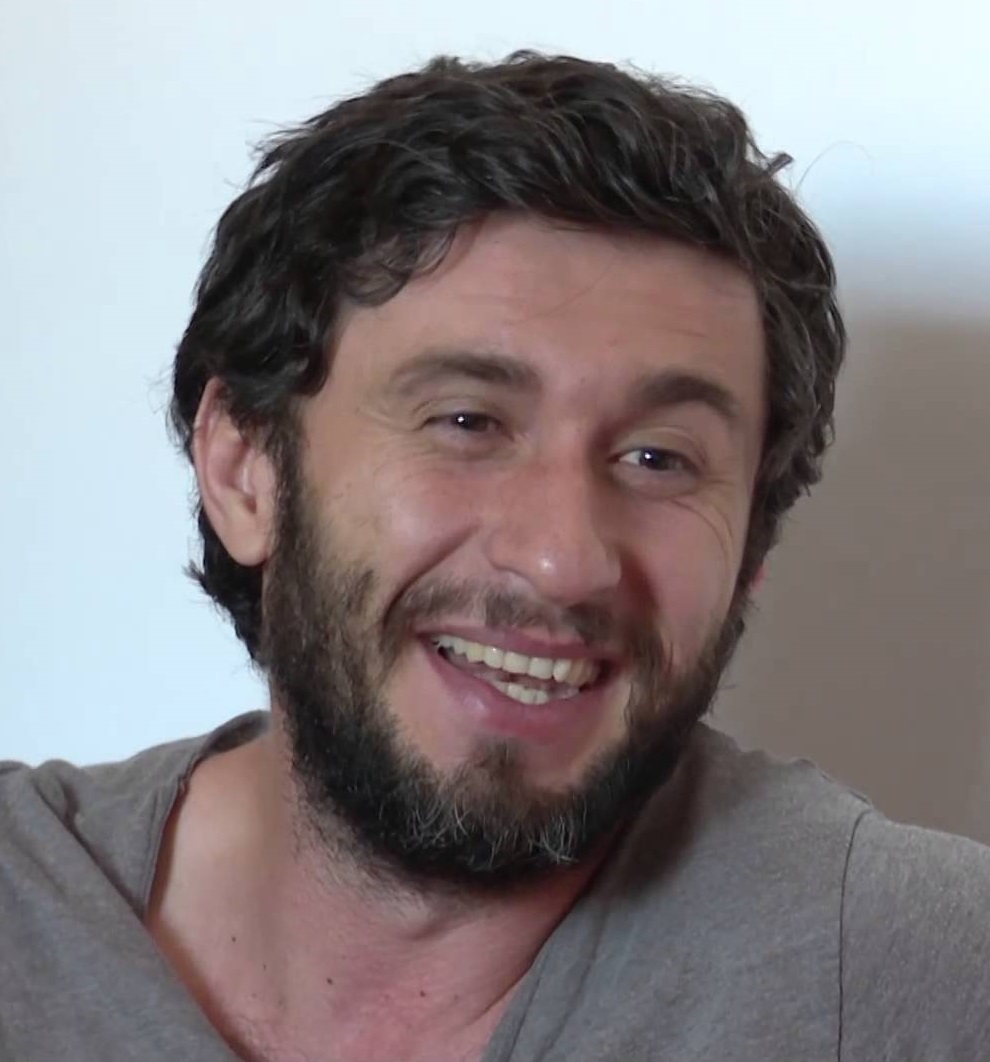

Dragoș Bucur (Bucarest, Rumanía; 13 de junio de 1977) es un actor rumano y conductor de televisión del programa Extreme Makeover: Reconstrucción total .

## Biografía
Dragoș comenzó a interesarse por la interpretación cuando, en su último año de instituto, una compañera de clase le habló sobre el teatro Podul. Pasaron pocos días hasta que decidió integrarse en el proyecto y casi inmediatamente fue escogido para el elenco de uno de los espectáculos. 
Poco tiempo después se matriculó en la UNATC (Universidad Nacional de Artes Teatrales y Cinematográficas) y al final de su primer año de carrera ya se encontraba actuando en otro teatro, el teatro Nottara, en una obra titulada Doi tineri di Verona (Dos jóvenes de Verona), dirigida por Cătălin Naum.
Su debut cinematográfico tuvo lugar en 2001, con la premiada Marfa si banii (La mercancía y la pasta), película dirigida por Cristi Puiu. 
Dragoș Bucur es uno de los actores jóvenes más reputados en Rumanía, habiendo aparecido en películas galardonadas en diversas ocasiones.

## Filmografía
- Și caii sunt verzi pe pereți (Dan Chișu, 2011)
- Nașa (Virgil Nicolaescu y Jesús del Cerro, 2011)
- The Way Back (Camino a la libertad) (Peter Weir, 2010)
- Marti, Dupa Craciun (Tuesday, After Christmas) (Radu Muntean, 2010)
- Website Story (Dan Chișu, 2010)
- Cealalta Irina (The Other Irene) (Andrei Gruzsniczki, 2009)
- Politist, adjectiv (Corneliu Porumboiu, 2009)
- Contra timp 2 (Jesús del Cerro, 2009)
- Contra timp (Jesús del Cerro, 2008)
- Boogie (Radu Muntean, 2008)
- Tinerețe fără tinerețe (Youth without Youth) (Francis Ford Coppola, 2007)
- După ea (Cristina Ionescu, 2007)
- Hârtia va fi albastră (The Paper Will be Blue) (Radu Muntean, 2006)
- Moartea domnului Lăzărescu (La Muerte del Sr. Lazarescu) (Cristi Puiu, 2005)
- Crash Test Dummies (Jörg Kalt, 2005)
- Băieți buni (serie de TV) (2005)
- Comercial (Paul Sorin Damian, 2004)
- Visul lui Liviu (Cortometraje (Corneliu Porumboiu, 2004)
- Tancul (Andrei Enache, 2003)
- Furia (Radu Muntean, 2002)
- Popcorn Story (Cortometraje) (Tudor Giurgiu, 2001)
- Marfa si banii (Cristi Puiu, 2001)
- Terminus Paradis (Lucian Pintilie, 1998)

## Premios
- 2002: Premio Timică en la sección de Actores Jóvenes.
- 2002: Premio UCIN para Mejor Actor Principal en la película Furia.
- 2010: Shooting Stars Award en el Festival Internacional de Cine de Berlín